# Quebrangulo
Quebrangulo is een gemeente in de Braziliaanse deelstaat Alagoas. De gemeente telt 11.566 inwoners (schatting 2009).

## Geboren
- Graciliano Ramos (1892-1953), schrijver